# Huda Zoghbi
Huda Y. Zoghbi (Beirute, 20 de junho de 1954) é uma médica que nasceu no Líbano que trabalha nos Estados Unidos.
Nasceu em junho de 1955 em Beirute e entrou na Escola de Medicina da American University of Beirut em 1975. A Guerra Civil Libanesa começou durante seu anos de escola, sendo Huda e seu irmão mandados pela família, por segurança, residir com uma irmã no Texas. Quando Huda foi proibida de retornar ao Líbano, foi admitida no Meharry Medical College em Nashville, Tennessee.
Sua residência médica em pediatria neurológica despertou sua atenção para a síndrome de Rett, aprendendo genética molecular com Arthur Beaudet, a fim de pesquisar sobre as desordens de Rett e outras doenças neurológico-genéticas. Trabalha no Baylor College of Medicine em Houston, Texas, sendo afiliada ao Howard Hughes Medical Institute.
Huda conheceu William Zoghbi quando ambos eram estudantes de medicina em Beirute, tendo eles casado depois. William Zoghbi é professor de cardiologia em Baylor.